# Pokhara Rangasala
Pokhara Rangasala lub Anapurna Stadium – wielofunkcyjny stadion w Pokharze w Nepalu, na którym odbywają się głównie mecze piłki nożnej. Swoje mecze rozgrywa na nim drużyna piłkarska Sahara Club Pokhara. Stadion może pomieścić 5000 widzów. Oprócz boiska piłkarskiego z 400-metrową bieżnią do lekkoatletyki obok stadionu znajdują się dwa boiska piłkarskie, boisko krykietowe, korty do gry w siatkówkę lub koszykówkę, oraz hala sportowa, która jest używana do gry w badmintona, karate i innych sportów.